# YurryCanon
YurryCanon (ユリイ・カノン), là nhà sản xuất Vocaloid bắt đầu sản xuất các tác phẩm từ năm 2015.
 

## Giới thiệu chung
- Kể từ khi ra mắt, YurryCanon đã đăng các bài hát trên kênh riêng của mình trên Niconico và YouTube. Các tác phẩm tiêu biểu của anh ấy là "Odoryanse" và "I Want to Be Your Heart".
- YurryCanon chuyên về một loạt các bài hát, chủ yếu là rock. Anh ấy sử dụng Megpoid (thường được gọi là GUMI trong video) và Hatsune Miku cho giọng hát từ những bài hát đầu tiên của anh ấy. Hiện nay, ngoài hai vocal trên, YurryCanon còn sử dụng V-FloweR và CeVIO AI cho những bài hát mà anh sáng tác.
- Hiện nay, YurryCanon đang là trưởng nhóm của dự án âm nhạc Tsukuyomi.

## Lịch sử
- Ngày 26 tháng 11 năm 2015, tác phẩm đầu tiên "I will die tomorrow" đã được đăng lần đầu tiên trên Nico Nico Douga. Đây là bái hát Debut của cô.
- Ngày 12 tháng 11 năm 2016, bài hát thứ hai "Odoryanse" đã được đăng trên kênh YouTube của YurryCanon. Đây là video đầu tiên của cô trên Youtube.
- Trên Nico Nico Douga, anh đã đạt được "Hall of Fame" đầu tiên với bài hát "Odoryanse".
- Ngày 19 tháng 12 năm 2018, Mini Album đầu tiên "Kardia" đã được phát hành.
- Ngày 23 tháng 11 năm 2020, "Odoryanse" đã cán mốc 10 triệu lượt xem trên Youtube.
- Ngày 1 tháng 12 năm 2020, "I Want to Be Your Heart" đã cán mốc 30 triệu lượt xem trên YouTube.
- Ngày 3 tháng 3 năm 2021, YurryCanon đã phát hành album lớn đầu tiên của mình mang tên "Human Theater"
- Bài hát tiếp theo "Yueni" được đưa vào Album của EXIT TUNES "EXIT TUNES PRESENTS Vocalodelight feat. Hatsune Miku" phát hành vào ngày 15 tháng 12 năm 2021.
- Ngày 9 tháng 4 năm 2022、"I Want to Be Your Heart" đã cán mốc 40 triệu lượt xem trên YouTube.

## Các bài hát
Hầu hết các bài hát được sản xuất đều được đăng tải lên các kênh của cô ấy trên YouTube và Nico Nico Douga.
Các tác phẩm chính
- Odoryanse
- Veronica
- Sentimental Kinema
- Or in a corner of Tetra
- Mahoroba Boys Tale
- I will die tomorrow
- Elle est avant-garde
- Suicide Parade
- Nadeshiko color Heart
- Todestrieb
- I Want to Be Your Heart
- Kesera Rhythm
- Bakemono Gurui
- Ubel Code
- Humanly
- Syoujo Jigoku
- Casting Mistakes*
- Toward X
- Theatrical Case
- Asyura syura
- Okinodokusama
- rhetoric
- Yueni
- Shite
- BECOME DABUTSU
- Watashi ima memai shitawa
- BAD MOVE
- Despair
- Kardia

Các tác phẩm sáng tác cho Tsukuyomi
- If there is not such a life ( Konna Inochi ga Nakereba )
- Nekropolis
- From the new world
- Moonlight at midday ( Mahiru no Tsukiakari )
- Absolute zero
- Reason For Existence ( Ikiru Yosuga )
- Mayday
- Nightjar ( Yodaka )
- IF
- Noisy Rainy ( Ameisensou )
- Sing The Moon ( Tsuki ga Michiru )

## Album

### Mini Album
| STT | Ngày phát hành             | Tên        | Danh sách | Định dạng | Số bộ phận tiêu chuẩn |
| --- | -------------------------- | ---------- | --- | --------- | --------------------- |
| 1st | Ngày 19 tháng 12 năm 2018  | Kardia     | \| STT \| Nhan đề \| Thời lượng \| \| --- \| -------------------------- \| ---------- \| \| 1. \| "遊園都市ベロニカ" \| \| \| 2. \| "スーサイドパレヱド" \| \| \| 3. \| "ばけものぐるい" \| \| \| 4. \| "或いはテトラの片隅で" \| \| \| 5. \| "まほろば少年譚" \| \| \| 6. \| "ケセラリズム" \| \| \| 7. \| "朽廃メランコリー" \| \| \| 8. \| "あしたは死ぬことにした" \| \| \| 9. \| "撫子色ハート" \| \| \| 10. \| "窓のないアトリエにて" \| \| \| 11. \| "るり" \| \| \| 12. \| "ユーベルコード" \| \| \| 13. \| "おどりゃんせ" \| \| \| 14. \| "トーデス・トリープ" \| \| \| 15. \| "だれかの心臓になれたなら" \| \| | CD        | DUED-1264（通常盤）   |
| STT | Nhan đề                    | Thời lượng | |           |                       |
| 1.  | "遊園都市ベロニカ"         |            | |           |                       |
| 2.  | "スーサイドパレヱド"       |            | |           |                       |
| 3.  | "ばけものぐるい"           |            | |           |                       |
| 4.  | "或いはテトラの片隅で"     |            | |           |                       |
| 5.  | "まほろば少年譚"           |            | |           |                       |
| 6.  | "ケセラリズム"             |            | |           |                       |
| 7.  | "朽廃メランコリー"         |            | |           |                       |
| 8.  | "あしたは死ぬことにした"   |            | |           |                       |
| 9.  | "撫子色ハート"             |            | |           |                       |
| 10. | "窓のないアトリエにて"     |            | |           |                       |
| 11. | "るり"                     |            | |           |                       |
| 12. | "ユーベルコード"           |            | |           |                       |
| 13. | "おどりゃんせ"             |            | |           |                       |
| 14. | "トーデス・トリープ"       |            | |           |                       |
| 15. | "だれかの心臓になれたなら" |            | |           |                       |

### Album
| STT | Ngày phát hành                     | Tên           | Danh sách | Định dạng | Số bộ phận tiêu chuẩn                         |
| --- | ---------------------------------- | ------------- | --- | --------- | --------------------------------------------- |
| 1st | Ngày 3 tháng 3 năm 2021            | Human Theater | \| STT \| Nhan đề \| Thời lượng \| \| --- \| ---------------------------------- \| ---------- \| \| 1. \| "人間らしい" \| \| \| 2. \| "スーサイドパレヱド(retake)" \| \| \| 3. \| "対象x" \| \| \| 4. \| "少女地獄" \| \| \| 5. \| "傀儡マイム" \| \| \| 6. \| "ネクロポリス" \| \| \| 7. \| "花に雨を、君に歌を" \| \| \| 8. \| "御気ノ毒様" \| \| \| 9. \| "ツクヨミステップ" \| \| \| 10. \| "あしゅらしゅら" \| \| \| 11. \| "キャスティングミス" \| \| \| 12. \| "おどりゃんせ(retake)" \| \| \| 13. \| "シアトリカル・ケース" \| \| \| 14. \| "だれかの心臓になれたなら(retake)" \| \| | CD        | PCCA-04976（初回限定盤） PCCA-04977（通常盤） |
| STT | Nhan đề                            | Thời lượng    | |           |                                               |
| 1.  | "人間らしい"                       |               | |           |                                               |
| 2.  | "スーサイドパレヱド(retake)"       |               | |           |                                               |
| 3.  | "対象x"                            |               | |           |                                               |
| 4.  | "少女地獄"                         |               | |           |                                               |
| 5.  | "傀儡マイム"                       |               | |           |                                               |
| 6.  | "ネクロポリス"                     |               | |           |                                               |
| 7.  | "花に雨を、君に歌を"               |               | |           |                                               |
| 8.  | "御気ノ毒様"                       |               | |           |                                               |
| 9.  | "ツクヨミステップ"                 |               | |           |                                               |
| 10. | "あしゅらしゅら"                   |               | |           |                                               |
| 11. | "キャスティングミス"               |               | |           |                                               |
| 12. | "おどりゃんせ(retake)"             |               | |           |                                               |
| 13. | "シアトリカル・ケース"             |               | |           |                                               |
| 14. | "だれかの心臓になれたなら(retake)" |               | |           |                                               |